# Vicus von Eriskirch
Der Vicus von Eriskirch war eine römische Siedlung (vicus) am Ort des heutigen Eriskirch, einer baden-württembergischen Gemeinde im Bodenseekreis.

## Forschungsgeschichte
Nahe der Mündung der Schussen in den Bodensee fand man Reste einer mehrphasigen römischen Brücke, die zeigt, dass hier die römische Bodenseegürtelstraße den Fluss überquerte. Nahe der Brücke wurden vom Archäologen Eric Breuer Reste einer römischen Siedlung entdeckt und im Jahre 2001 vom Kulturverein Eriskirch in einem Buch monographisch vorgestellt.

## Ortsbild und wichtigste Funde
Die in Eriskirch aufgedeckten römischen Strukturen sind typisch für Siedlungen der römischen Kaiserzeit: Kellergruben langrechteckiger Streifenhäuser, Hüttenlehm und Pfostengruben mit teilweise erhaltenen römerzeitlichen Holzpfosten, sowie holzverschalte Brunnen und Latrinenschächte westlich der Schussen in Flucht zur Brückenanlage deuten auf eine Holzbebauung entlang eines west-östlichen Verkehrsweges. Mehrere drei bis fünf Meter breite, fluchtende, sandig-kiesige Aufschotterungen lassen auf den zugehörigen Straßenkörper schließen. Unmittelbar südlich und nördlich dieses sandigen Kiesbandes wurden römische Funde und Baureste nachgewiesen. In Eriskirch fanden sich außerdem Nachweise römerzeitlicher Metallbearbeitung.
Am westlichen Ende der Siedlung in ungefähr 300 bis 400 Meter Entfernung von der Brücke fanden sich Überreste mehrerer römischer Töpferöfen. Auch am östlichen Rand der Siedlung, bereits auf dem östlichen Schussenufer (vgl. Flurname „Maurenried“) konnten solche Öfen nachgewiesen werden, so dass die antike Siedlung von zwei Töpfereibereichen begrenzt wurde. Aufgrund der Siedlungsspuren zu beiden Seiten der Brücke kann man von einer Doppelsiedlung sprechen und die Siedlung in einen West- und Ost-Vicus untergliedern.

## Datierung und antiker Name
Die bisherige Forschung und auch Eric Breuer gehen aufgrund des Fundmaterials von einer Entstehung in claudischer Zeit (41–54) aus, während der Freiburger Archäologe Marcus G. Meyer eine Datierung in flavische Zeit (69–96) für möglich hält. Wie lange der Ort bestand, ist noch nicht erforscht.
Aufgrund fehlender Inschriften und anderer antiker Quellen ist der römerzeitliche Name der Siedlung unbekannt. Geht man jedoch davon aus, dass in dem Namen Eris-kirch nicht der Name eines frühmittelalterlichen Kirchenstifters im Genitiv genannt ist, sondern ein antiker Ortsname, so käme man unter Berücksichtigung spätantik-frühmittelalterlicher Lautverschiebungen auf *< ari -..., was möglicherweise zu *< Ad Risam  bzw. *< Ad Riusiava (nach dem zu querenden Fluss) oder *< Arisiacum ergänzt werden kann.

## Die Bedeutung des Vicus von Eriskirch
Die Bedeutung des Vicus von Eriskirch besteht darin, dass dies die erste bekannte derartige Siedlung nördlich des Bodensees ist, durch die dortigen sehr frühen frühkaiserzeitlichen Münzen und Fibeln sowie durch die sehr seltene Erhaltung von Holz in den römischen Brunnen von Eriskirch, was sogar chronologische Dendrodaten lieferte.
Hinsichtlich Topographie und Fundmaterial gleicht der Vicus von Eriskirch jenem von Eschenz. Die Entstehung und Entwicklung der Siedlung ist durch die Lage an wichtigen Wasserwegen und Verkehrsstraßen zu erklären. Neben der Bodenseegürtelstraße ist auch mit Warenverkehr auf dem Bodensee in West-Ost-Richtung zu rechnen. Daneben hat die Wasserverbindung von Arbon nach Eriskirch, über die Schussen zur Riß bis an deren Mündung in die Donau bei dem römischen Kastell Rißtissen und dem zugehörigen Vicus Rißtissen eine bis zur Entdeckung dieses Vicus' offenbar unterschätzte Verkehrsader gebildet.